# Takao Furuno
Takao Furuno (japonês: 高尾古野),(nascido em 1950) é um fazendeiro japonês, filantropo, voluntário e o arquiteto do método de cultura de arroz com pato Aigamo.

## Vida
Nascido em 1950, Takao Furuno, um pequeno agricultor,  vive na província de Fukuoka, no Japão, uma região rural ao sul do arquipélago japonês
. Ele foi um dos primeiros a começar a usar métodos de agricultura biológica, no Japão, a partir de 1978. Por sua conta, ele acabou entrando no famoso livro de Rachel Carson, Silent Spring, com a motivação para levar sua fazenda em uma nova direção. Ao invés de usar produtos químicos, ele introduziu patos em arrozais para fertilizar e reforçar mudas de arroz orgânico e protegê-los de pragas e ervas daninhas.
Furuno foi premiado com um doutorado pela Universidade japonesa Kyushu em setembro de 2007.